# Lohmen (Sachsen)

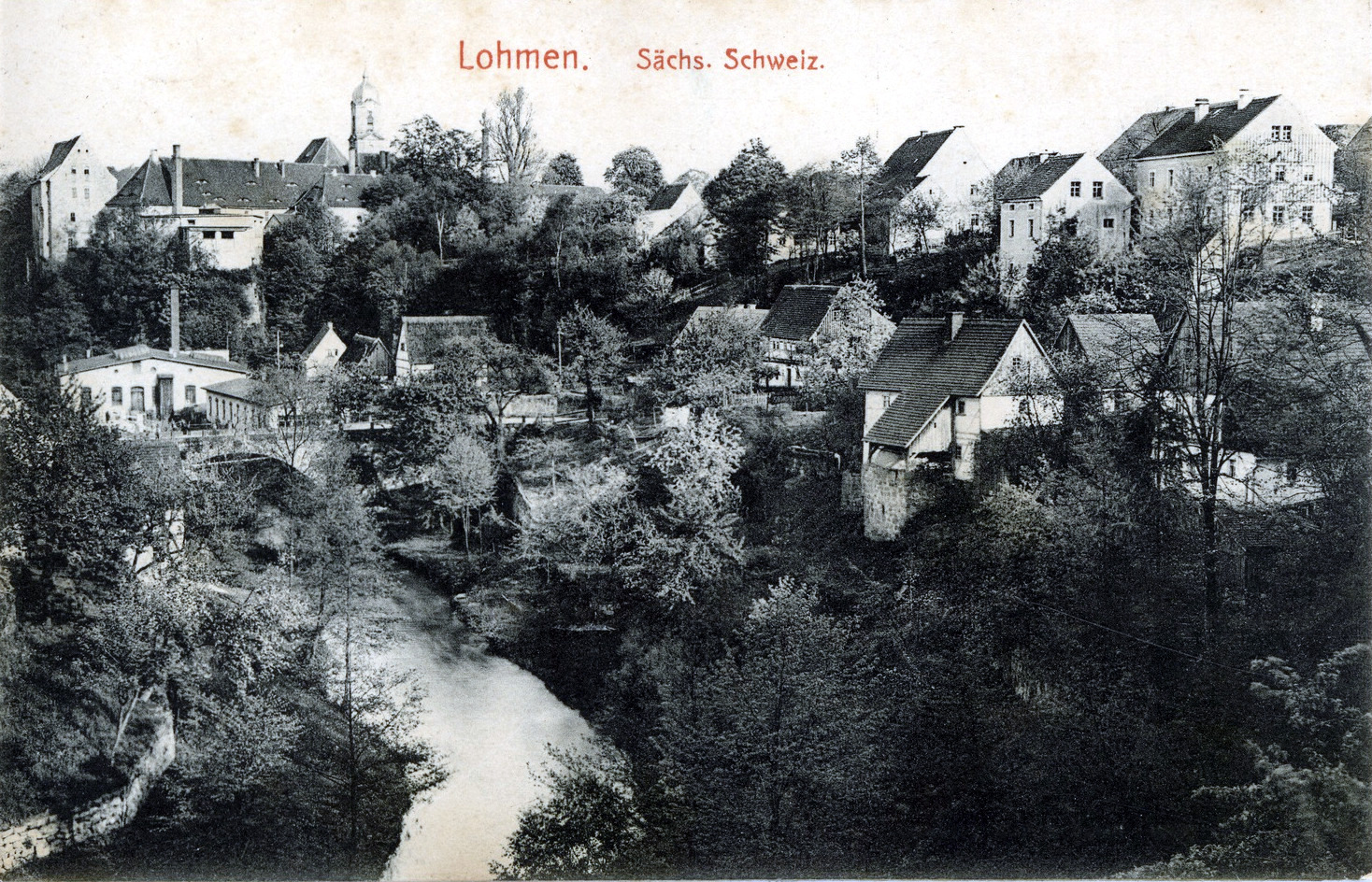
Blick auf Lohmen 1907

Lohmen ist eine Gemeinde im Landkreis Sächsische Schweiz-Osterzgebirge in Sachsen. Sie ist Sitz der Verwaltungsgemeinschaft Lohmen/Stadt Wehlen. Durch Lohmen führt die Hauptzufahrtsstraße zur Bastei im Nationalpark Sächsische Schweiz. Die Gemeinde trägt deshalb auch den Beinamen „Tor zur Sächsischen Schweiz“.

## Geographie
Lohmen befindet sich zwischen Pirna und dem Nationalpark Sächsische Schweiz.

### Ortsteile
Ortsteile sind Daube, Doberzeit, Mühlsdorf und Uttewalde. Der Ort Lohmen selbst gliedert sich allgemein in Ober-, Mittel- und Unterlohmen, was durch den mittig liegenden Berg im Ort bestimmt wird. Der Ortsteil Lohmen liegt zentral im Gemeindegebiet, an den sich die Ortsteile Mühlsdorf und Daube im Nordwesten und Westen anschließen. Etwas entfernt davon liegt der Ortsteil Doberzeit im Südwesten, der Ortsteil Uttewalde liegt im Südosten am nordwestlichen Fuße des Steinernen Bärs. Lohmen und Mühlsdorf haben die Struktur eines Waldhufendorfs, während sich in den Ortsteilen Daube, Doberzeit und Uttewalde die Siedlungsform Rundling weitgehend erhalten hat.

### Nachbargemeinden
Umgebende Gemeinden sind Dürrröhrsdorf-Dittersbach im Norden, Hohnstein im Osten, Kurort Rathen im Südosten, Struppen im Süden, Stadt Wehlen im Südwesten sowie die Kreisstadt Pirna im Westen.

## Geschichte
Im Jahr 1292 wurde Lohmen erstmals urkundlich erwähnt. Bereits 1206 taucht ein „Timo de Lome“ als Urkundenzeuge auf. Der Ortsname wird vom altslawischen lomu=Steinbruch abgeleitet. In der Gegend gab es bereits um 1200 die ersten Sandsteinbrüche und damit die ersten in der weiteren Umgebung überhaupt.
Zur Zeit der deutschen Besiedlung im 12. und 13. Jahrhundert dürfte sich Lohmen als Reihendorf mit Waldhufenflur entwickelt haben. Es ist anzunehmen, dass das Gebiet ursprünglich ein böhmisches Lehen war, aber schon nach dem Tod des ältesten nachweisbaren Besitzers Poppo von Köckritz sind sichere Bindungen zu Meißen vorhanden, als nämlich Markgraf Friedrich der Strenge Dörfer, Gut, Wälder, Acker und Wiesen 1365 seinem Bankier, dem Dresdner Bürger Franz von Magdeburg, verpfändete. Als Ortsteile wurden 1387 Nieder- und Oberlohmen erwähnt.
1470 gab es in Lohmen sowohl eine Mühle als auch einen Hammer. Im 16. Jahrhundert erlangte das Dorf eine solche Bedeutung, dass es sogar als „Städtchen“ bezeichnet wurde. Für 1543 lässt sich bereits eine große Schäferei nachweisen, und 1765 bezog man 200 Merinoschafe für die Zucht aus Spanien. Bis in die Mitte des 20. Jahrhunderts besaß die Tierzucht in Lohmen erheblich Bedeutung.
Zwischen 1574 und 1576 wurde an der Wesenitz eine Papiermühle erbaut. Mitte des 16. Jahrhunderts war Lohmen ein kurfürstliches Kammergut und Sitz des Amtes Lohmen. Zu seinem Bereich gehörten 12 der umliegenden Dörfer. Im Ort selbst bestand seit 1581 ein Brauhaus. Auch das Handwerk gelangte damals hier zur Entfaltung. Am Ausgang des 16. Jahrhunderts war aus dem alten Hammer eine Drahtmühle hervorgegangen, die bis 1832 wieder als Eisenhammer bestand.

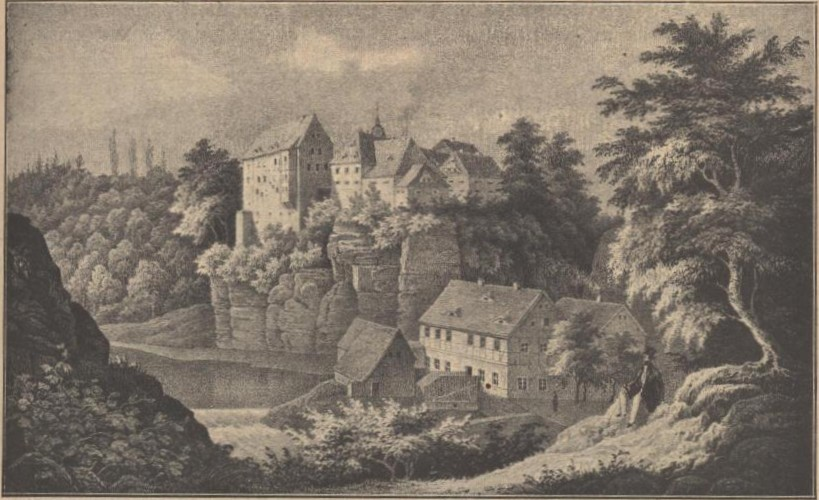
Lohmen um 1830

Der Ort und die Herrschaft Wehlen-Lohmen gehörten bis 1543 den Herren von Schönburg, als dieser Besitz im Tausch gegen andere Güter an den Landesherrn, Markgraf Moritz von Sachsen, überging. Am 20. September 1567 schenkte der Kurfürst August das Kammergut Lohmen seinem Kammersekretär Johann Jenitz. Nach dessen Tode 1590 kaufte es Kurfürst Christian von dessen Erben zurück. Die Herrschaft wurde kurz darauf mit der Herrschaft Hohnstein zu einem gemeinsamen Amt verbunden, das bis ins 19. Jahrhundert bestand und schließlich in der Amtshauptmannschaft Pirna aufging.

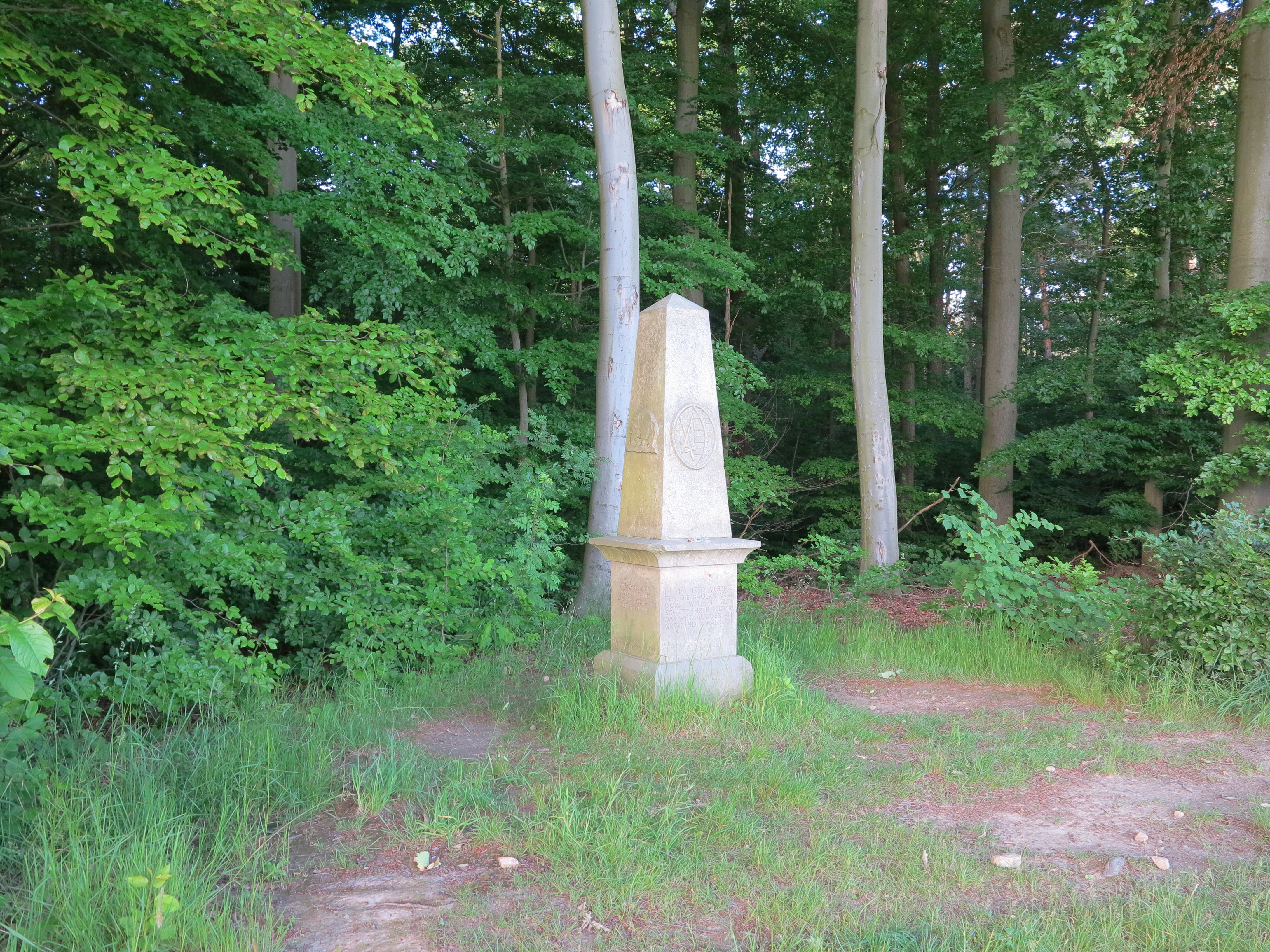
Denkmal bei Lohmen für den Bauernaufstand 1790 in Wehlen

1790 kam es in Sachsen an vielen Orten zu Bauernaufständen. Einer der Auslöser war das Jagdprivileg des Adels. Das Wild verursachte z. T. große Schäden in der Landwirtschaft und sogar in den Gemüsegärten der Bauern. Missernten, ein strenger Winter und das Dürrejahr 1790 verschärften die Situation. Im Sommer 1790 vertrieben die Wehlener Bauern das Wild und verstießen damit gegen die Privilegien des Adels. Wehlen war damit einer der vielen Orte in Sachsen, in denen sich die Bauern gegen Rechtlosigkeit und gegen die Willkür der Obrigkeit zur Wehr setzten. 1990, zum 200. Jahrestag dieser Aufstände, wurde im Nachbarort Lohmen, östlich des Ortes, in der Verlängerung der Uttewalder Straße, am Fußweg zur Bastei („Malerweg“) ein Denkmal für diese Bauernerhebung aufgestellt. Für den Bauernkrieg von 1525 und ihre Anführer wurden an vielen Orten Denkmale aufgestellt, oder andere Formen der Erinnerung geschaffen. Das Denkmal bei Lohmen für die Bauernunruhen von 1790 ist weit und breit das Einzige seiner Art.
Texte auf diesem Denkmal: 1. Im Mai 1790 vertrieben die Bauern von Dorf Wehlen zum Schutz ihrer Felder das Wild aus den angrenzenden Wäldern. 2. Widerstand gegen die Willkür der Fürsten erfasste bald die Nachbardörfer und war der Auftakt für den sächsischen Bauernaufstand. 3. Die Bauern wurden durch die Ereignisse der französischen Revolution zum Aufbegehren ermuntert. 4. Errichtet anlässlich des 200. Jahrestages der Erhebung. Bildliche Darstellungen: 1. Ein fettes, grasendes Wildschwein. 2. Das sächsische Wappen. 3. Mistgabel und Dreschflegel. (Bauern durften keine Waffen haben, so wurden die täglichen Werkzeuge zu Waffen.)
Im Jahr 1811 baute man die durch den Ort verlaufende Straße aus. Vorher hatte sie als uralter Randweg bestanden – an der nördlichen Grenze des Sandsteingebirges oberhalb der rechtselbischen Gründe von Dresden über Pirna nach Hohnstein und Sebnitz führend. Dieser Weg ist bereits aus frühgeschichtlicher Zeit bekannt und gehört zu den ältesten Wegen des Gebietes. Er verband die mittlere Oberlausitz und das böhmische Niederland mit dem mittleren Sachsen.
Mit dem aufkommenden Tourismus wird aus dem Jahre 1835 berichtet, dass sich täglich vor dem Gasthof „Zum Erbgericht“ die Führer versammelten, um die zahlreichen Fremden, die zu Fuß oder im Kutschwagen von Dresden und Pirna gekommen waren, nach den „romantischen Gründen“, den pittoresken Felspartien und auf die „entzückenden Aussichtspunkte“ zu geleiten.
Um 1925 ergaben sich in Lohmen folgende Aufteilungen an land- und forstwirtschaftlichen Flächen. Für den Sächsischen Staatsfiskus der Anteil Lohmen mit 1359 ha, Verwalter F. Richard; der so genannte Anteil Pillnitz 684 ha, Forstmeister Bothe; das Kammergut mit 243 ha, Pächter Vierling. Hinzu kamen die Nr. 49 mit 20 ha, das Gut des Paul Forkert und Nr. 75 mit 16 ha, Eigentümer die Johne`s Erben Pächter Max Johne.
Von 1952 bis 1990 gehörte Lohmen zum Kreis Sebnitz, Bezirk Dresden.
Eingemeindungen
- 1. Juli 1950 Mühlsdorf nach Lohmen
- 20. Juni 1957 Daube nach Doberzeit
- 1. August 1961 Uttewalde nach Lohmen
- 1. Januar 1969 Doberzeit nach Lohmen

## Politik

### Gemeinderat
Seit der Gemeinderatswahl am 9. Juni 2024 verteilen sich die 16 Sitze des Gemeinderates folgendermaßen auf die einzelnen Gruppierungen:
- CDU: 13 Sitze
- Linke: 2 Sitze
- Grüne: 1 Sitz

| Liste           | 2024   | 2024   | 2019   | 2019   | 2014   | 2014   |
| Liste           | Sitze  | in %   | Sitze  | in %   | Sitze  | in %   |
| --------------- | ------ | ------ | ------ | ------ | ------ | ------ |
| CDU             | 13     | 79,0   | 12     | 70,0   | 12     | 69,9   |
| Linke           | 2      | 13,6   | 2      | 16,4   | 3      | 17,3   |
| Grüne           | 1      | 7,4    | 2      | 13,6   | 1      | 7,5    |
| SPD             | –      | –      | –      | –      | –      | 5,3    |
| Wahlbeteiligung | 71,6 % | 71,6 % | 71,1 % | 71,1 % | 62,5 % | 62,5 % |

### Bürgermeister
Das Amt des Bürgermeisters begleitet Silke Großmann (CDU).
| Wahl | Bürgermeister  | Vorschlag | Wahlergebnis (in %) |
| ---- | -------------- | --------- | ------------------- |
| 2022 | Silke Großmann | CDU       | 93,0                |
| 2015 | Jörg Mildner   | CDU       | 89,8                |
| 2008 | Jörg Ulbig     | CDU       | 96,6                |
| 2001 | Jörg Ulbig     | CDU       | 98,1                |
| 1994 | Jörg Mildner   | Mildner   | 87,8                |

### Partnergemeinden
Mit Oberteuringen in Baden-Württemberg besteht seit 1991 eine Partnerschaft, mit Pielgrzymka in Polen seit 1996. Mit der Gemeinde Lohmen in Mecklenburg bestehen seit 1990 freundschaftliche Beziehungen, die 2006 durch eine Partnerschaftsurkunde besiegelt wurden. Freundschaftliche Beziehungen bestehen seit 2004 auch zu Svoboda nad Úpou in Tschechien.

## Öffentliche Einrichtungen
- Freiwillige Feuerwehr Lohmen
- Grundschule Lohmen
- Kindergarten und Kinderkrippe
- Schloss Lohmen: Gemeindeverwaltung und Bibliothek

## Wirtschaft und Verkehr

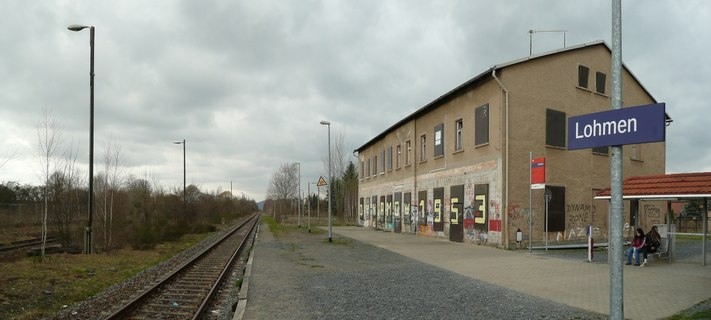
Haltepunkt Lohmen

Kurfürst Johann Georg I. errichtete 1765 eine Stammschäferei auf dem Schloss. Im Keller in einem Wohnhaus dieses Schlosses errichtete er eine Kammergutsbrauerei. Eigentümer dieser Brauerei war F. A. Uhlemann; seit 1895 leitete sie Oswin Mauksch und ab 1808 pachtete sie Ewald Seidel. 1920 wurde der Brauereibetrieb eingestellt. 1872 wurde die Brauerei & Mälzerei H. Büttner gegründet, welche bis zu ihrer Schließung 1987 bestand.
Mit einem Haltepunkt liegt Lohmen am südlichen Teil der Bahnstrecke Kamenz–Pirna, der stündlich von Regionalbahnen der DB Regio Südost nach Pirna und Neustadt in Sachsen bedient wird.

## Kultur und Sehenswürdigkeiten

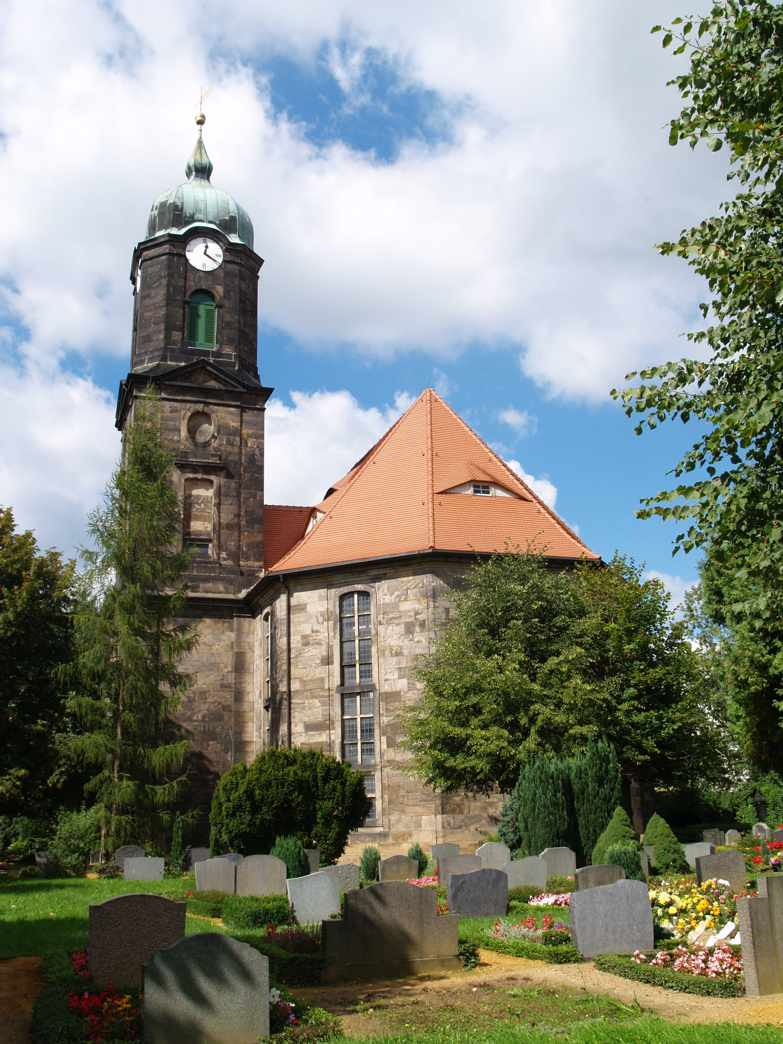
Dorfkirche

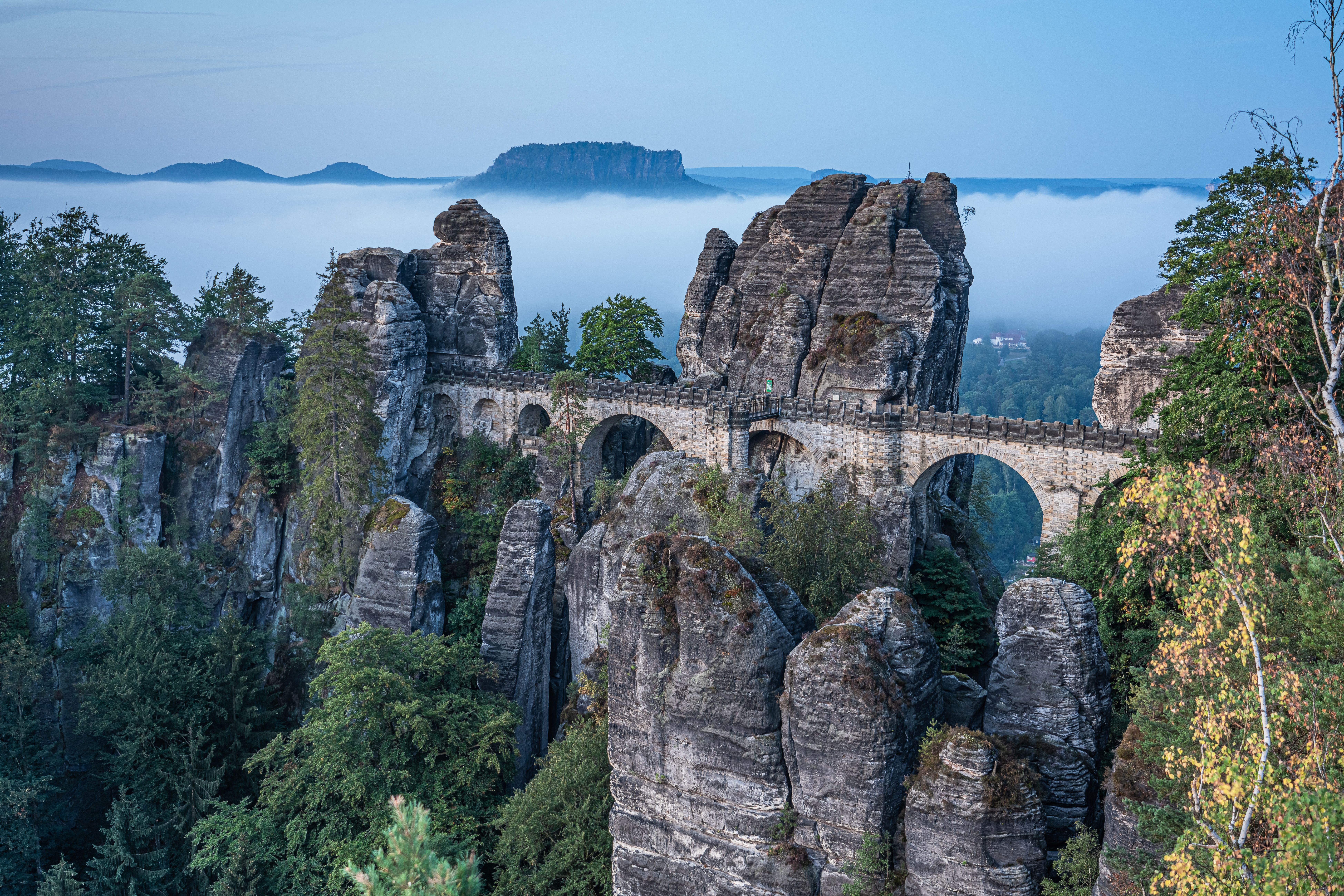
Basteibrücke

Zum Lohmener Gebiet gehören die Bastei, die Felsenburg Neurathen und die Lohmener Klamm im Wesenitztal sowie die ehemalige Lochmühle mit dem Richard-Wagner-Denkmal und das Wasserkraftwerk Daubemühle.
Im Uttewalder Grund ist das Uttewalder Tor ein beliebtes Ausflugsziel. Sehenswert ist das wiederaufgebaute Schloss, in dem die Gemeindeverwaltung ihren Sitz hat.
Die Dorfkirche Lohmen wurde 1789 von einem Schüler des Erbauers der Dresdner Frauenkirche, George Bähr, erbaut und hat ihr baugleiches Gegenstück in Uhyst am Taucher. Sie ersetzt die 1291 erstmals urkundlich erwähnte alte Schlosskapelle, die auch als Gemeindekirche genutzt wurde. Eine architektonische Besonderheit ist die hier angewendete Bauweise mit Seitenturm und Altar-Kanzel-Orgel in einer Linie. Zudem ist sie mit 835 Sitzplätzen der größte Sakralbau der Sächsischen Schweiz und eine der größten Dorfkirchen in Sachsen.

## Persönlichkeiten
Am 23. Februar 2006 feierte die Gemeinde den fünfzigsten Todestag des Mundartdichters Bruno Barthel. Sein bekanntes Werk Im di Bastei rim beschreibt in sächsischer Mundart das Leben in der Gemeinde Lohmen.
In Lohmen lebte und wirkte Carl Heinrich Nicolai, der zusammen mit Wilhelm Leberecht Götzinger am Ende des 18. und zu Beginn des 19. Jahrhunderts begann, die Sächsische Schweiz touristisch zu erschließen. Eine Gedenktafel an der Basteibrücke ehrt diese beiden Männer.
Im Jahr 1865 wurde Landschaftsgärtner Gustav Hermann Krumbiegel in Lohmen geboren, der unter anderem im Schloss Pillnitz tätig war und anschließend mehr als sechs Jahrzehnte im südindischen Bengaluru und Mysuru als Gärtner des Maharadschas gearbeitet hat.
Am 14. September 1887 wurde Gerhard Schubert geboren. Er war Mitglied der SPD, deren Ortsgruppenvorsitzender und arbeitete als Lehrer und Direktor der Schule in Lohmen. Wegen seiner politischen Überzeugung und seinem Engagement gegen Faschismus wurde er schon am 17. März 1933 verhaftet und in das Konzentrationslager Hohnstein gebracht. Nur wenige Tage überstand er die Folterungen durch die Sturmabteilung. Am 28. März 1933 starb er in Gefangenschaft. Die Schule in Lohmen auf der Stolpener Straße 6 trug bis ca. 1990 den Namen Gerhard-Schubert-Oberschule. Heute erinnert noch ein großes Wandbild am Eingang der Schule an Gerhard Schubert.
Im Juni 1933 wurde Martin Mutschmann (1879–1947), NSDAP-Gauleiter und Reichsstatthalter von Sachsen, zum Ehrenbürger von Lohmen ernannt.

### Weitere in Lohmen geborene Persönlichkeiten
- Werner Rosenthal (1931–2008), Bildhauer und Medailleur